# Candice Boucher
Candice Boucher (Durban, 17 de octubre de 1983) es una modelo y actriz sudafricana. En 2010, Boucher fue portada de Playboy y Sports Illustrated.

## Biografía
Candice Boucher nació en Durban (Sudáfrica). Cuando tenía diecisiete años, participó en el concurso anual de su instituto a instancias de sus amigos. Ganó el concurso y una sesión de fotos con un fotógrafo local, quien remitió dichas fotografías a Models International, una agencia de modelos sudafricana. La empresa se puso en contacto con Boucher y le ofreció su representación.
Después de terminar el instituto, Boucher se trasladó a Ciudad del Cabo para dedicarse al modelaje. Boucher ha sido modelo de portada para Cosmopolitan y ha modelado para FHM, GQ, Fila, Speedo, Sports Illustrated y Elle.
Boucher se convirtió en la nueva modelo de Guess? en 2009. En abril de 2010, Boucher apareció en la portada de Playboy y protagonizó un reportaje fotográfico. La sesión fotográfica tuvo lugar en Kenia y se tituló "Undressed in Africa". Meses después, en octubre, fue portada de Sports Illustrated. En 2011, coprotagonizó la película de Bollywood Aazaan con Sachiin J Joshi.